# 清満村
清満村（きよみつむら）は、1955年（昭和30年）まで愛媛県北宇和郡にあった村であり、現在の宇和島市の南部の農山村である。
1955年（昭和30年）の昭和の大合併で津島町に，さらに時を経て2005年（平成17年）の平成の大合併で宇和島市となり、現在に至っている。良質米の産地として知られていた。

## 地理
現在の宇和島市の南部。西は岩松町に、東は御槙村と西土佐村に、北は鬼ヶ城山を境に来村に、南は畑地村に接する。西に岩松町、東に御槙村にはさまれ、南北に細長い形をしていた。
岩松川中流から上流域と、その支流である増穂川の流域の中山間地。増穂川は岩淵（現在は岩渕と表記する）と岩松との境付近にて岩松川に合流する。
村名の由来
不詳。

## 社会

### 地域・集落
明治の合併前の村である5箇村がそのまま大字となり、御槙村の分立後は3大字となった。津島町となってからも続いた。宇和島市になってから
は、津島町を冠し大字は略する。　例　宇和島市津島町増穂
3つの大字　 増穂（ますほ）、山財（さんざい）、岩淵（いわぶち）
地域は上記の3つに三分される。なお、御代村や大道村は明治初期に村制度の確立する前の村の名である。

### 行政
役場
大字岩淵に置かれていた。

### 学校
かつては山間のムラに小学校の分校が3校あったが、炭焼きなどかつて山村を支えていたものが生業として成り立たなくなり過疎化が加速、児童数は減少し閉校・統合されていった歴史がある。小学校は現存、中学校は教育上の配慮から統合が優先されたため、旧津島町内で統合が進み、当地に中学校は存在しなくなった。
小学校
- 清満小学校　現存

神田分校（じんだ）　1975年（昭和50年）閉校
大道分校（おおどう）　1976年（昭和51年）閉校
御代ノ川分校（みよのかわ）　1981年（昭和56年）閉校　現在は門柱のみ残っている。
通学区には畑地の上槙地区（上槙上、上槙下）も含む。
中学校
清満中学校　1969年（昭和44年）4月1日津島中学校へ「名目統合」、1971年（昭和46年）4月に「実質統合」なる

## 歴史
藩政期
- 宇和島藩領。津島組に属する。

明治以降
- 1889年（明治22年）12月15日 - 町村制・市制施行時に、増穂・山財・岩淵・御内・槙川の5箇村が合併して清満村となる。
- 1899年（明治32年）7月1日 - 大字御内・槙川が分離の上合併して御槙村（みまきむら）となり、清満村としての大字は3大字になる。
- 1903年（明治36年） - 郵便局開設。
- 1917年（大正6年） - 電灯ともる。
- 1955年（昭和30年）2月11日 - 岩松町・御槙村・北灘村・畑地村・下灘村との1町5村の合併で津島町となり、自治体としての歴史を閉じた。

```
清満村の系譜
（町村制実施以前の村）　（明治期）　　　　　　　　（昭和の合併）　（平成の合併）
　　　　　　　　　　　　町村制施行時
増穂　━━━━┓
山財　━━━━┫　　　　　　　　　明治32年7月1日御槙村分立
岩淵　━━━━╋━━━━━清満村━━┳━━━━━━┓
御内　━━━━┫　　　　　　　　　　┗御槙村━━━┫昭和30年2月11日
槙川　━━━━┛　　　　　　　　　　　　　　　　　┃合併
　　　　　　　　　　　　　　　　　　　岩松町━━━╋━津島町━━━━━┓
　　　　　　　　　　　　　　　　　　　北灘村━━━┫　　　　　　　　　┃
　　　　　　　　　　　　　　　　　　　畑地村━━━┫　　　　　　　　　┃合併
　　　　　　　　　　　　　　　　　　　下灘村━━━┛　　　　　　　　　┃平成17年8月1日
　　　　　　　　　　　　　　　　　　　　　　　　　　　　　　　　　　　┣宇和島市（新）
　　　　　　　　　　　　　　　　　　　　　　　　　　　宇和島市━━━━┫
　　　　　　　　　　　　　　　　　　　　　　　　　　　吉田町━━━━━┫
　　　　　　　　　　　　　　　　　　　　　　　　　　　三間町━━━━━┛

（注記）岩松町他の合併以前の系譜はそれぞれの市町村の記事を参照のこと。

```

## 産業
農業
米、繭、木炭、薪などを産する。米は酒米としても利用された。岩淵では養蚕が盛んになり、幕末頃には隣町の岩松に製糸場も立地していた。大正年間半ばがピークであったと伝えられる。木炭の生産は、当村のみならず近辺の山村で広範に営まれていた。昭和30年代前半（1955年-60年）がピークであった。

## 交通
道路
岩松で宇和島方面からの街道から東に入り、岩松川沿いに山側に進む現在の県道4号が東西の幹線。これに、同じく現在の県道46号が南北の幹線道路。
鉄道
最寄り駅は予讃線宇和島駅。

## 出身者
- 三浦為国（みうら　ためくに）とその子の為信（太兵衛）

生年不詳-寛永13年（～1636年）　清満村颪部（→津島町→宇和島市津島町の颪部）を開拓した。子の代に受け継がれた。